# الوليد بن هشام المعيطي
أبو يعيش الوليد بن هشام بن الوليد بن عقبة بن أبي معيط هو تابعي ومُحدّث من الثقات، وقائد أموي، وأحد قادة الحروب الإسلامية البيزنطية ووالي جند قنسرين في عهد الخليفة عمر بن عبد العزيز.

## سيرته
الوليد بن هشام هو حفيد الوليد بن عقبة من نسل أبي معيط من بني أمية. في 712م تقريبًا قاد غارة على الأراضي البيزنطية حتى حصن غزالة بالقرب من أماسية في شمال الأناضول. وفقًا للواقدي، قاد الوليد جنبًا إلى جنب مع عمرو بن قيس الكندي قاد حملة أخرى ضد البيزنطيين في 716 /17. ووصل إلى ضواحي القسطنطينية، وسبى وقتل الكثير منهم. كان ذلك خلال المراحل الأولى من الهجوم الأموي الكبير على القسطنطينية بقيادة مسلمة بن عبد الملك.
عينه الخليفة عمر بن عبد العزيز حاكمًا لجند قنسرين، وفي 718/19 أرسله لقيادة الحملة الصيفية ضد البيزنطيين إلى جانب عمرو بن قيس الكندي والي جند حمص.

## روايته للحديث
- روى عن: أم الدرداء وَابْن محيريز ومعدان بن أبي طَلْحَة.
- روى عنه: الْأَوْزَاعِيّ وَابْن عُيَيْنَة وَابْنه يعِيش بن الْوَلِيد ومحمد بن عمر الطائي.
- منزلته عند أهل الحديث: قال يحيى بن معين: الوليد بن هشام ثقة.[4]